# 望月彩
望月 彩（もちづき あや、1994年3月27日 - ）は、日本の俳優、ナレーター、リングアナウンサー。静岡県出身。

## 略歴
2013年4月11日から4月14日まで上演されたミュージカル『ロイヤルホストクラブ』で初舞台を踏む。
2014年4月からからスタートしたライブイベント『魔界』には、第3回公演（2014年6月27日）から魔界衆の一人「鬼道丸」役として出演。2023年12月の（物語としての）最終回まで出演を続けた。2024年に入って開始された後継シリーズ『War of Black Empirez』においても「鬼道」役として出演している。
2017年2月某日、魔界の息がかかった街にて米山香織からYMZのリングアナウンサーのゲリラオファーを受け、3月20日のシアター1010大会でデビュー。リングアナウンサーとしての活動をはじめてからしばらくの間は、鬼道丸と望月彩の両方の名義を大会に応じて使い分けていたが、5月7日のPOST DI AMISTAD大会以降は望月彩に統一した。

## 主な活動

### 舞台
- ロイヤルホストクラブ（2013年4月11日 - 14日） - 千亜紀 役 [8]
- 楽屋 〜流れ去るものはやがてなつかしき〜（2013年10月18日 - 20日）[9]
- おはしら（2014年2月15日・16日） - アヤ 役[10]
- 劇団魔界少女拳旗揚げ公演『哭いた赤鬼』（2014年2月26日）[11]
- 魔界（2014年4月 - 2023年12月） - 鬼道丸 役
- 劇団魔界少女拳第二回公演『かぐや姫』（2014年5月17日） - かぐや姫 役[12]
- スピリチュアル探偵 由利迎良 〜スプーン曲げられますけど〜（2014年5月30日 - 6月1日） [13]
- 魔女っ子魔界学園（2016年2月6日）
- TABLE（2017年4月21日）
- iZANAGI（2017年4月25日 - 9月22日） - 鬼道丸 役
- 東京と歩む（2021年6月15日 - 20日）[14]
- ガラカム『踊ろうドロシー』（2021年11月24日 - 28日）[15]
- 朗読劇「めぐりあう、街」（2023年8月14日・15日）[16]
- War of Black Empirez（2024年1月 - ） - 鬼道 役

### ナレーション
- 絶景すぎる楽園の島 ヨロンマラソン!サァ走ろん!!（TOKYO MX1、2016年4月3日）[17]
- ドラゴンスリンガーやるってよ!（TOKYO MX1、2016年8月6日）[18]
- 魔界第○[注釈 3]の陣（TOKYO MX2、2016年9月25日 - 2017年4月9日）
- ヨロンマリンカップ2016（TOKYO MX、2016年9月25日・10月2日）
- 東京都総務局 映画館上映用備蓄の日普及啓発動画（2016年11月）[19]
- 増刊!バトル☆メン（FIGHTING TV サムライ、2023年9月27日）

### CM
- ダイコク電機「パチロボ」（2016年）